# Olivier Schiffmann
Olivier Schiffmann é um matemático francês. É diretor de pesquisas do CNRS.
Foi palestrante convidado do Congresso Internacional de Matemáticos no Rio de Janeiro (2018: Kac polynomials and Lie algebras associated to quivers and curves).